# Gossypium tomentosum
Il cotone hawaiano o Maʻo (Gossypium tomentosum Nutt. ex Seem, 1865) è una specie di cotone endemica delle isole Hawaii.
La si trova nella macchia hawaiana dal livello del mare fino ai 120 m di altitudine. Si tratta di un arbusto che raggiunge un'altezza compresa fra 45 cm ed 1,5 m ed un diametro compreso fra 1,5 e 3 m. La fibra che ricopre i semi è marrone tendente al rossiccio e non è adatta alla filatura.
Studi genetici indicano che il cotone hawaiano è imparentato con le specie americane di Gossypium, in particolare con Gossypium hirsutum.